# Морган-Гайтс (Колорадо)
Морган-Гайтс (англ. Morgan Heights) — переписна місцевість (CDP) в США, в окрузі Морган штату Колорадо. Населення — 298 осіб (2020).

## Географія
Морган-Гайтс розташований за координатами 40°17′15″ пн. ш. 103°49′39″ зх. д. / 40.28750° пн. ш. 103.82750° зх. д. (40.287492, -103.827446).  За даними Бюро перепису населення США в 2010 році переписна місцевість мала площу 0,74 км², уся площа — суходіл.

## Демографія
Згідно з переписом 2010 року, у переписній місцевості мешкало 266 осіб у 106 домогосподарствах у складі 87 родин. Густота населення становила 360 осіб/км².  Було 113 помешкання (153/км²).
Расовий склад населення:
| - 95,5 % — білих - 0,8 % — корінних американців - 0,4 % — чорних або афроамериканців - 2,6 % — осіб інших рас |

До двох чи більше рас належало 0,8 %. Частка іспаномовних становила 7,9 % від усіх жителів.
За віковим діапазоном населення розподілялося таким чином: 22,9 % — особи молодші 18 років, 57,9 % — особи у віці 18—64 років, 19,2 % — особи у віці 65 років та старші. Медіана віку мешканця становила 50,2 року. На 100 осіб жіночої статі у переписній місцевості припадало 101,5 чоловіків;  на 100 жінок у віці від 18 років та старших — 103,0 чоловіків також старших 18 років.
Середній дохід на одне домашнє господарство  становив 92 369 доларів США (медіана — 82 891), а середній дохід на одну сім'ю — 109 748 доларів (медіана — 100 750). 
Цивільне працевлаштоване населення становило 240 осіб. Основні галузі зайнятості: виробництво — 23,8 %, публічна адміністрація — 17,5 %, освіта, охорона здоров'я та соціальна допомога — 15,0 %.